# تيم باركن
تيم باركن (بالإنجليزية: Tim Parkin)‏ هو مدرب كرة قدم ولاعب كرة قدم بريطاني في مركز الدفاع، ولد في 31 ديسمبر 1957 في Penrith, Cumbria ‏ في المملكة المتحدة. لعب مع بلاكبيرن روفرز وبورت فايل وسويندون تاون وشروزبري تاون وفورت لودردايل سترايكرز ونادي بارو ونادي بريستول روفيرز ونادي دارلنجتون ونادي مالمو.

## وصلات خارجية
- تيم باركن على موقع الاتحاد الأوربي (الإنجليزية)
- تيم باركن على موقع قاعدة بيانات كرة القدم.إي يو (الإنجليزية)